# José María de Jesús Belaunzarán
José María de Jesús de Belaunzarán y Ureña (México, Nueva España, 31 de enero de 1772-México, México, 11 de septiembre de 1857) fue un fraile dieguino (rama de los franciscanos descalzos) y sexto obispo de la diócesis de Linares.

## Biografía
José María de Jesús nació en el seno de una familia criolla perteneciente a la élite virreinal veracruzana y novohispana. Sus padres fueron el veracruzano Juan Bautista de Belaunzarán y Rodríguez de Vargas (hijo a su vez del célebre guipuzcoano Juan Bautista de Belaunzarán y Zumeta, gobernador y capitán general del Reino de la Nueva Vizcaya, y de Ignacia Rodríguez de Vargas y Monterde-Antillón), y de María Dominga de Ureña y Aguilar (a su vez hija de Roque Jacinto de Ureña y de María de Aguilar).
Realizó sus estudios en el Colegio de San Nicolás en Valladolid (hoy Morelia). En noviembre de 1810, durante los acontecimientos de la batalla de Guanajuato, los generales realistas Félix María Calleja y Manuel de Flon dieron la orden de entrar a degüello a la ciudad. Mediante súplicas y ruegos, Belaunzarán logró convencer a los generales retractarse de la orden.
Fue guardián del convento de San Diego. 

### Episcoppado
En 1821, la Santa Sede no reconoció la Independencia de México, debido a esta situación varias diócesis carecían de obispos. En 1831, el papa Gregorio XVI nombró a los primeros ellos, los cuales habían sido presentados por el Gobierno mexicano, aunque este no gozaba oficialmente del Ius Patronatus, lo ejercía de facto. Belaunzarán fue preconizado el 28 de febrero de 1831 y consagrado el 27 de julio.
En 1833, consagró como catedral de la diócesis el templo de la Inmaculada Concepción. En 1834, se manifestó en contra del régimen reformista de la administración del vicepresidente Valentín Gómez Farías, el gobernador Manuel María de Llano ordenó su destierro, pero fue suspendido por la proclamación del Plan de Cuernavaca.

Siempre presté y prestaré gustoso obedecimiento á las autoridades constituidas de la nación, en todo lo que se extiende y abraza la órbita de sus atribuciones, es decir, en lo que es puramente civil: mas cuando se tocan materias que son propias de la Iglesia, con el decoro debido á las mismas supremas autoridades hago saber á vuestra Excelencia que sin cometer un horroroso prevaricato á los juramentos que presté en el día grande de mi consagración...no podré obsequiarlos...
Fragmento de la carta dirigida al presidente Antonio López de Santa Anna del 9 de enero de 1834.

En 1839, pidió su renuncia al papa Gregorio XVI, la cual fue aceptada. En calidad de obispo emérito se trasladó a vivir a la Ciudad de México, lugar en el que murió el 11 de septiembre de 1857.